# خديجة المرضي
خديجة المرضي (مواليد 1 فبراير 1991) هي ملاكمة مغربية ولدت بالدار البيضاء، تعتبر أول ملاكمة إفريقية وعربية تحقق بطولة العالم للملاكمة.

## الجوائز
- 2016: الميدالية الذهبية في بطولة الملاكمة في الكاميرون المؤهلة لدورة الألعاب الأولمبية.
- 2019: الميدالية الذهبية في بطولة الملاكمة الألعاب الإفريقية في المغرب.
- 2020: الميدالية الذهبية في بطولة الملاكمة في السنغال المؤهلة لدورة الألعاب الأولمبية.[4]
- 2022: الميدالية الذهبية في بطولة إفريقيا للملاكمة في مابوتو.
- 2023: الميدالية الذهبية في جولة الحزام الذهبي العالمية في مراكش.[5]
- 2023: الميدالية الذهبية في بطولة إفريقيا للملاكمة في ياوندي.
- 2023: الميدالية الذهبية في بطولة العالم للملاكمة في نيودلهي.[6]
- 2023: الميدالية الذهبية في بطولة الملاكمة في السنغال المؤهلة لدورة الألعاب الأولمبية.
- 2023: الميدالية الذهبية في بطولة الملاكمة الألعاب الإفريقية في غانا.
- 2024: الميدالية الذهبية في بطولة إفريقيا للملاكمة في كينشاسا.

## روابط خارجية
- خديجة المرضي على موقع بوكس ريك (الإنجليزية) (registration required)
- خديجة المرضي على موقع اللجنة الأولمبية الدولية (الإنجليزية)
- خديجة المرضي على موقع أوليمبيديا (الإنجليزية)
- خديجة المرضي على موقع اللجنة الأولمبية المغربية (الفرنسية)